# 미야케 요시노부
미야케 요시노부(일본어: 三宅 義信, 1939년 11월 24일 ~ )는 은퇴한 일본의 역도 선수이며, 육상자위대의 소장이다.
미야기현 무라타정에서 태어난 미야케는 1960년 하계 올림픽에서 2위를 하고, 1964년과 1968년 하계 올림픽에서 페더급 부문의 2연승을 거두었다. 자신이 4번째로 참가한 1972년 하계 올림픽에서는 4위에 그쳤다. 그는 또한 세계 역도 선수권 대회에서 4번이나 우승을 거두었다.
1959년과 1969년 사이에 미야케는 25개의 공식 세계 기록을 세웠다.
1993년에 그는 국제 역도 연맹 명예의 전당으로 인도되었다.
미야케는 은퇴한 후, 역도 국가 대표팀 코치로 일하였다.